# 이폴리트 지라르도

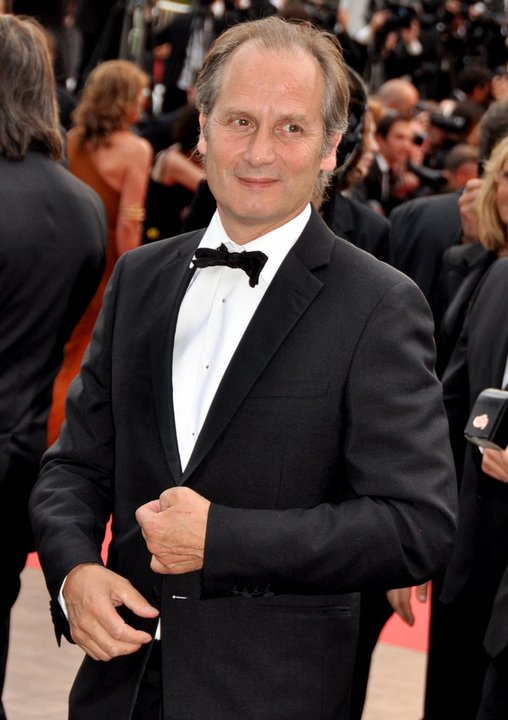

이폴리트 지라르도(Hippolyte Girardot, 1955년 10월 10일 ~ )는 프랑스의 배우, 각본가, 영화배우, 텔레비전 배우이다.
불로뉴비양쿠르에서 태어났다.

## 영화
- 이스마엘의 유령 (2017년)
- 버드 피플 (2014년)
- 사랑은 마시고 노래하며 (2014, Aimer, boire et chanter) - 콜린 역
- 투 라이프 (2014년)
- 언 오픈 하트 (2012년)
- 캐피탈 (2012년) - 라파엘 역
- 엘리제궁의 요리사 (2012년) - 다비드 아줄레 역
- 당신은 아직 아무것도 보지 못했다 (2012, Vous n'avez encore rien vu) - 뒬락 역
- 정복 (2011년) - 끌로드 게앙 역
- 수면병 (2011년)
- 탑 블루어 레프트 윙 (2010년)
- 디 엣지 (2010년)
- 핸즈 업 (2010년)
- 스파이(들) (2009년)
- 공원 벤치 (2009년)
- 유키와 니나 (2009년)
- 레졸루션 819 (2008년)
- 원데이 유 윌 언더스탠드 (2008년)
- 범죄는 우리 일 (2008년)
- 크리스마스 이야기 (2008년)
- 조용한 혼돈 (2008년) - 친구, 장 클로드 역
- 더 게스트(프랑스어판) (2007년)
- 마이 플레이스 위드 더 선 (2007년)
- 내가 머리를 가졌던 곳이 어디지? (2007년)
- 빨간 풍선 (2007년)
- 통제할 수 없는 (2006년)
- 당신을 생각해요 (2006년)
- 레이디 채털리 (2006년) - 클리포드 역
- 사랑해, 파리 (2006년)
- 콧수염 (2005년)
- 하우스 오브 9 (2005년)
- 모딜리아니 (2004년)
- 킹스 앤 퀸 (2004년)
- 남성전용회사에서 놀기 (2003년)
- 공화당 만세 (1997년)
- 패트리어트 (1994년)
- 이본느의 향기 (1994년)
- 중독된 사랑 (1993년)
- 최후의 탈옥 샹떼 (1992년)
- 특급 공작 (1990년)
- 동정없는 세상 (1989년) - 이뽀 역
- 블루 피라미드 (1988년)
- 마농의 샘 2 (1986년)
- 지옥에 빠진 육체 (1986년)
- 아름다운 정부 (1986년) - 빈센트 역
- 프랑스 연인들 (1985년)
- 미녀갱카르멘 (1984년)
- 사강의 요새 (1984년)